# Parque de las Almadrabillas
El parque de las Almadrabillas es un parque urbano de la ciudad española de Almería (Andalucía), situado en la desembocadura de la rambla de Belén. Rodea el Cable Inglés y el monumento a los Almerienses Víctimas del Holocausto, formado por 142 columnas de cemento, una por cada víctima.

## Monumentos y sitios de interés
- Cable Inglés: era un cargadero de mineral de la sociedad «The Alquife Mines and Railway Company Limited», ejemplo de la arquitectura del hierro. Su construcción concluyó en 1904 y unía la estación con el puerto. De estilo ecléctico caracterizado por el uso de los nuevos materiales, siguió las directrices de la escuela de Gustave Eiffel. En 1998 fue declarado Bien de Interés Cultural de Andalucía. Está en proyecto su restauración para alojar en su interior un centro de exposiciones, un restaurante y un complejo de ocio, además de proporcionar un mirador en su parte superior.[2]

- Monumento a las víctimas del campo de concentración de Mauthausen: formado por 142 columnas de cemento, una por cada una de la víctimas almerienses del campo de concentración de Mauthausen durante la Segunda Guerra Mundial.[1]

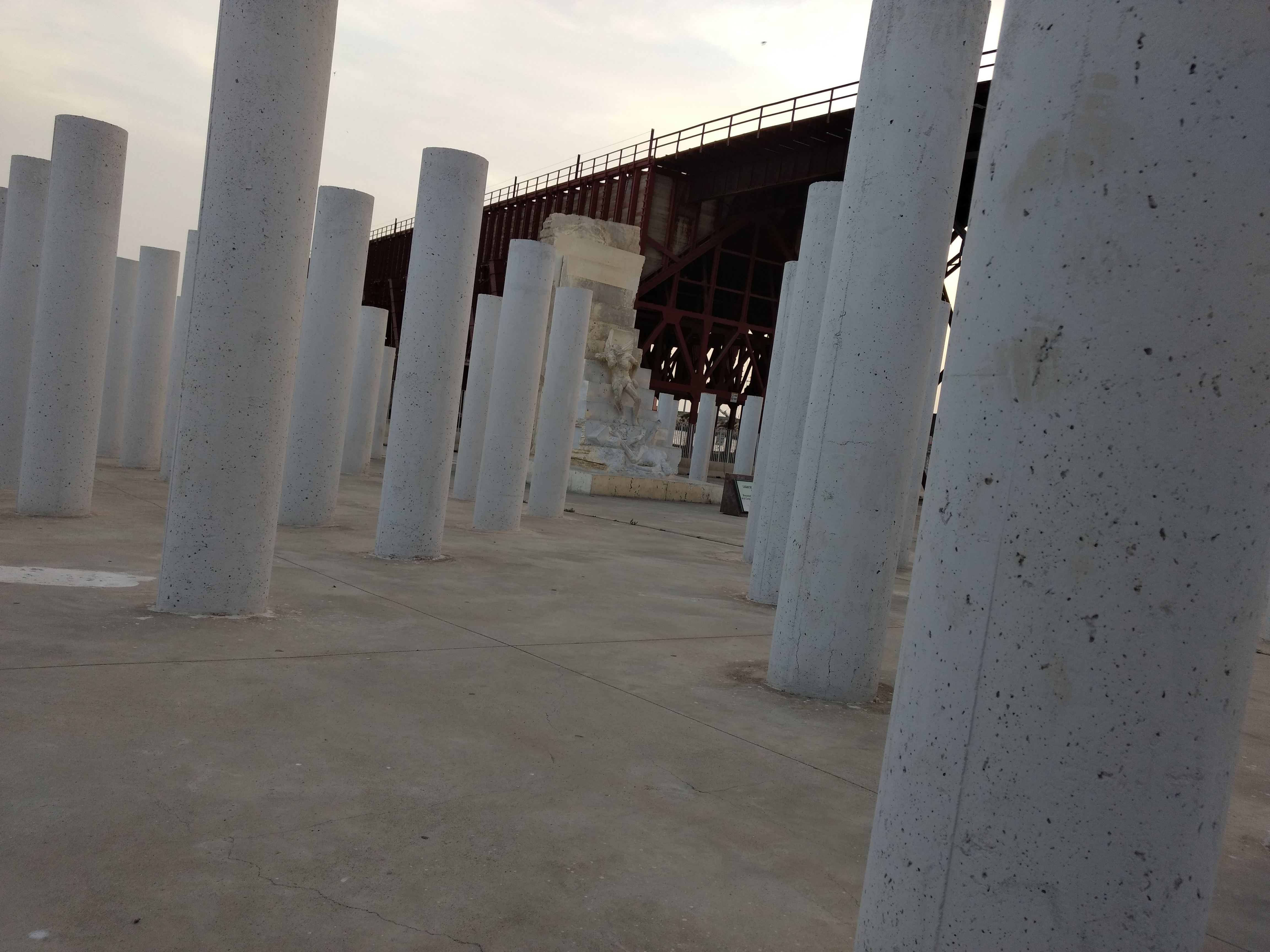
Monumento en memoria de las víctimas de Mauthausen

- Skate park Ignacio Echeverría: un pequeño skate park inicialmente anónimo, pero que en 2017 recibió su nombre en honor a una víctima española del Atentado de Londres de junio de 2017.[3]